# セーフリームニル
セーフリームニル（古ノルド語：Sæhrímnir）は、北欧神話に出てくるイノシシのことである。名前の意味は「煤けた海棲動物」である。『グリームニルの言葉』第18聯に言及されており、『ギュルヴィたぶらかし』ではその部分が引用され、補足が加えられている。
『ギュルヴィたぶらかし』第38章によると、セーフリームニルの肉はどんなにたくさんの人（エインヘリャル）がヴァルハラにいても食い尽くされることはなく、また毎日料理をしても、夕方にはまた元に戻る。その肉はアンドフリームニルという料理人によって、エルドフリームニルという鍋で煮られるのだという。